# Roy Halston Frowick
Roy Halston Frowick, surtout connu sous le nom Halston, est un créateur de mode américain, né le 23 avril 1932 à Des Moines (Iowa) et mort le 26 mars 1990 à San Francisco (Californie).
Au milieu des années 1970, c’est une icône de la mode disco et du Studio 54 et le symbole d'un prêt-à-porter américain premium. Il débute pourtant la décennie avec des créations très sobres, classiques et luxueuses. Il compte des clientes prestigieuses, telles que Liza Minnelli, Babe Paley et Jackie Kennedy.

## Biographie

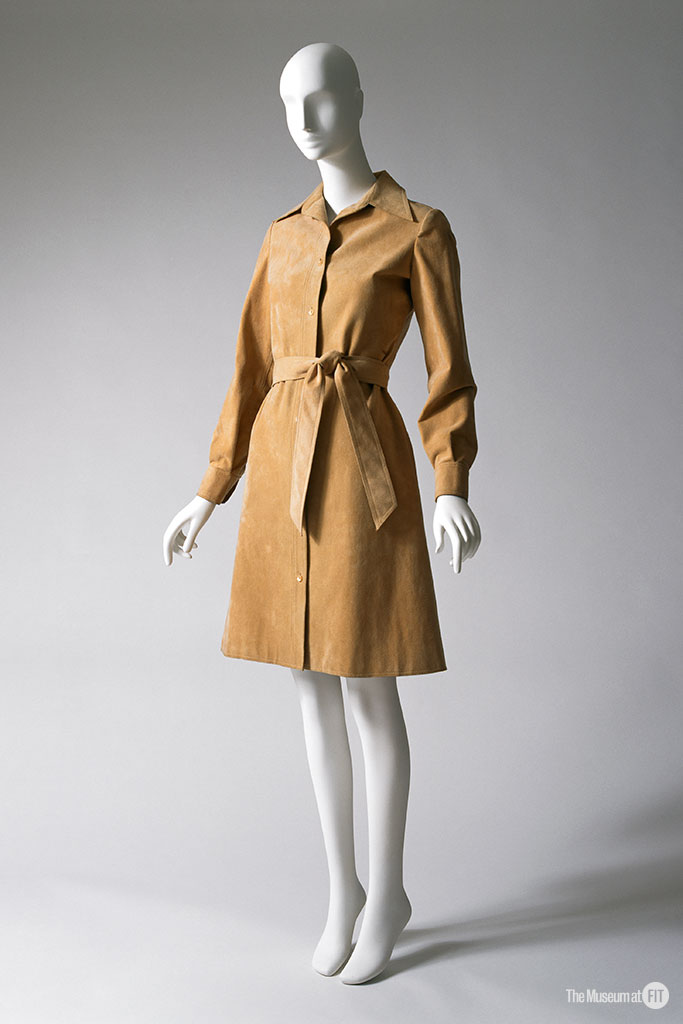
Création de 1972.

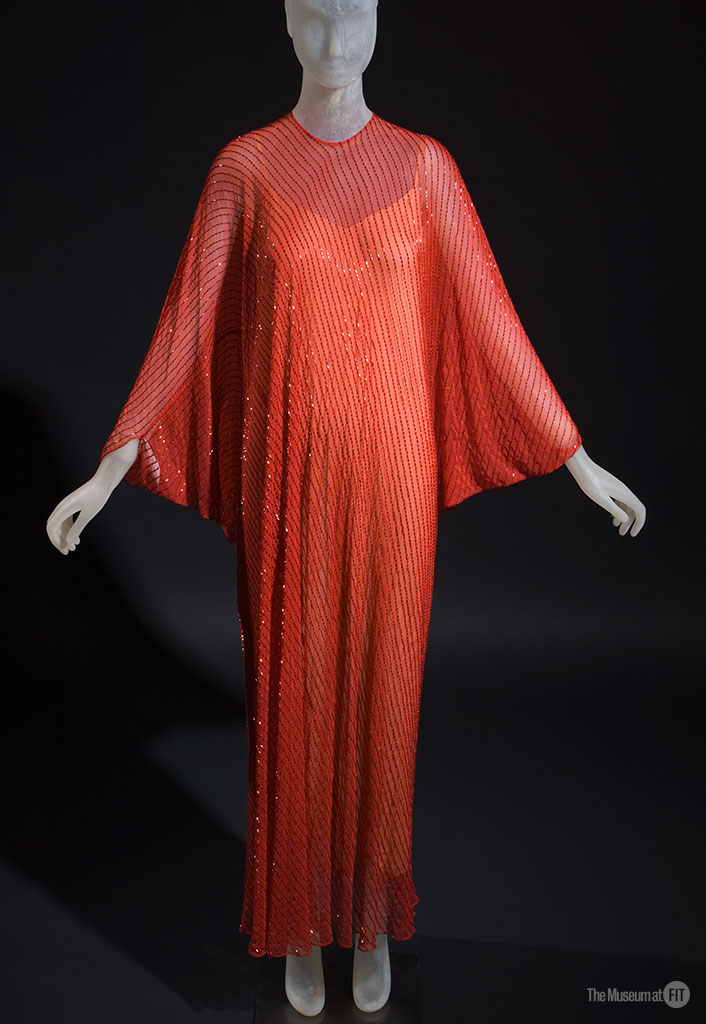
Création de 1977.

Né à Des Moines, il étudie à l'université de l'Indiana et au Art Institute of Chicago. Lors de sa scolarité, il commence à concevoir des chapeaux, et lance un atelier de fabrique de chapeaux après ses études.
Fin 1957, Halston emménage à New York et travaille d'abord pour la modiste Lilly Daché. En l'espace d'un an, il est nommé co-designer. En 1958, il devient modiste chez Bergdorf Goodman. En 1961, il redessine une toque pour Jacqueline Kennedy, première pierre à l'élaboration du « style Jackie »,. Elle porte ce chapeau le jour de l'investiture de son mari, ce qui contribue à la renommée du jeune créateur. En 1968, avec l'aide de la femme de William S. Paley, il lance sa propre griffe. En 1973, il vend l'utilisation de son nom au groupe Norton Simon Inc. pour seize millions de dollars. Une ligne de parfums est lancée, qui génère 80 millions de dollars de vente chaque année.
Il rencontre Liza Minnelli, qui devient sa cliente et son amie. En 1973, Halston fait partie des cinq stylistes new-yorkais (avec Anne Klein (en), Stephen Burrows (en), Bill Blass et Oscar de la Renta) à participer face à cinq couturiers français (Yves Saint Laurent, Marc Bohan, Hubert de Givenchy, Pierre Cardin et Emmanuel Ungaro) à un défilé pour financer la rénovation du château de Versailles ; Liza Minnelli se produit lors de cet évènement, qui signe un succès pour la mode américaine.
À New York, le Studio 54 ouvre en 1977, boîte de nuit exclusive connue pour ses excès. Halston en est un habitué et s'y lie avec l'artiste Andy Warhol, la designer Elsa Peretti ou encore le mannequin Pat Cleveland.
En 1982, il lance une collection avec la chaîne J. C. Penney, ce qui lui vaut d'être banni des rayons de Bergdorf Goodman,. En 1983, Norton Simon Inc est acquis par Esmark, et Halston est remercié l'année suivante. Il continue cependant à travailler pour sa marque jusqu'en 1988, année où il entre en conflit direct avec son nouveau propriétaire, Revlon, qui le payait jusqu-là pour ne pas participer à la vie de son entreprise. 
Il meurt le 26 mars 1990 à San Francisco après une bataille de dix-huit mois contre le virus du sida.
Halston Parfums est ensuite vendu à Borghese, puis à French Fragrance Co. L'activité vêtements, qui disparaît en 1990 pour réapparaître en 1996 après le rachat de la licence par Tropic Tex International, devient Halston Newco. En 1998, l'entreprise réduit ses effectifs et est vendue à Catterton-Simon Partners. De nos jours, elle est la propriété d'un groupe de textile grand public et est « l'ombre d'elle-même » estime Le Figaro en 2021.

## Postérité
Peu connu en Europe, Halston a cependant construit un empire aux États-Unis, où il a habillé de nombreuses stars et est considéré comme l'un des premiers créateurs à s'être émancipé de la mode parisienne. Il est notamment admiré par Tom Ford, qui en 2019 rachète son penthouse new-yorkais en haut de l'Olympic Tower.
En 2021, l'acteur écossais Ewan McGregor interprète Roy Halston Frowick dans la mini-série Halston, diffusée sur le service Netflix et qui retrace la vie du créateur,.

## Prix et récompenses
- 1974 : Fashion Hall of Fame[2]